# Universidad de Las Palmas CF
Universidad de Las Palmas is een Spaanse voetbalclub. Thuisstadion is het Alfonso Silva in Las Palmas de Gran Canaria. Het team speelt sinds 2011/12 in de Tercera División.

## Historie
In 1994 wordt Universidad de Las Palmas opgericht door een aantal ex-studenten van de Universiteit van Las Palmas. De club wordt opgericht onder de naam Vegueta-Universidad. De club blijkt succesvol te zijn in de beginjaren en de ontwikkeling begint serieuze vormen aan te nemen. Na een aantal promoties komt de club in 1997 voor het eerst uit in de Tercera División en verandert het de clubnaam naar de huidige. Het verblijft hier slechts een jaar, want al in haar eerste seizoen wordt de club kampioen en promoveert het via de play-offs naar de Segunda División B. Ook hier debuteert de club uiterst sterk: in het eerste seizoen wordt de club 2e, een jaar later kampioen en via de play-offs komt de club terecht in de Segunda División A. De euforie duurt kort, na een jaar is de club weer terug te vinden in de Segunda División B (2001/02). In 2001/02 fusioneerde Universidad de Las Palmas met UD Las Palmas, maar al na een jaar werd dit teruggedraaid. Verscheidene mensen in de club waren het niet eens met de fusie.
Sinds de terugkeer in de Segunda Divisic B eindigt Universidad altijd bovenin, maar promotie is uitgebleven ondanks twee kampioenschappen. Tijdens het seizoen 2010/2011 keert de wind echter en na een zeer zwak seizoen degradeert de ploeg opnieuw naar de Tercera División.

## Gewonnen prijzen
- Segunda División B: 1999/00, 2002/03 en 2005/06
- Tercera División: 1997/98

Burgos CF ·
Celta de Vigo B · 
SD Compostela ·
Coruxo FC · 
CD Covadonga ·
Cultural Leonesa ·
Deportivo La Coruña ·
Racing de Ferrol · 
CD Guijuelo ·
UP Langreo ·
CD Lealtad ·
Club Marino de Luanco ·
CD Numancia ·
Real Oviedo B·
Pontevedra CF ·
Salamanca CF ·
Unionistas de Salamanca CF ·
 Sporting Gijón B ·
Real Valladolid B ·
Zamora CF ·